# الی پارکر
اِلی پارکر (انگلیسی: Ellie Parker) یک فیلم کمدی-درام به کارگردانی اسکات کافی است که در سال ۲۰۰۱ منتشر شد.

## بازیگران
- نائومی واتس
- ربکا ریگ
- مارک پلگرینو
- چوی چیس
- جنیفر سایم
- جسیکا
- کیانو ریوز
- اسکات کافی